# Toon Kessels
Antonius Mathias Maria (Toon) Kessels (Grathem, 30 maart 1928 – Roermond, 7 november 2011) was een Nederlands politicus van de KVP en later het CDA.
In 1956 volgde hij Jan Willem van Kempen op als gemeentesecretaris van Beesel nadat deze elders tot burgemeester was geworden. Kessels werd in 1960 benoemd tot burgemeester van de toenmalige Limburgse gemeente Haelen en was toen een van de jongste burgemeesters van Nederland. In mei 1977 volgde zijn benoeming tot burgemeester van de naburige gemeente Nederweert welke functie hij zou bekleden tot augustus 1986.
Kessels overleed op 83-jarige leeftijd.